# 2024년 하계 올림픽 펜싱
2024년 하계 올림픽 펜싱(프랑스어: Escrime aux Jeux olympiques d'été de 2024)은 2024년 하계 올림픽의 펜싱 경기로 2024년 7월 27일부터 8월 4일까지 프랑스 파리의 그랑팔레에서 진행된다.
이번 대회는 총 212명의 선수가 출전하며 남녀 동수로 구성된다. 세부종목수도 남녀 6개씩 총 12개로 편성되었다. 지난 대회에 이어 에페 개인, 플뢰레 개인, 사브르 개인 3종목에 남녀 개인, 단체전이 편성되는 것으로 사전에 계획됐다.

## 예선
이번 대회는 지난 2020년 도쿄 올림픽과 동일한 규모인 212명의 올림픽 출전권이 남녀 동수로 배정된다. 한 국가당 펜싱 3종목 (플뢰레, 에페 개인, 사브르 개인)마다 남녀 3명씩, 최대 18명 (남녀 9명)까지 출전시킬 수 있다. 전체 출전권 가운데 66% 정도는 2023년 4월 3일부터 2024년 4월 1일까지 국제펜싱연맹 (FIE) 공식랭킹에서 획득한 포인트를 기준으로 세계 정상급 펜싱선수 순으로 배정되며, 대륙별 4개 권역 (아시아태평양, 아프리카, 유럽, 아메리카) 예선대회 개인전을 통해 추가로 출전권이 배분된다.
단체전 종목의 경우 각 종목에 출전하는 모든 국가를 대상으로 8개~9개팀의 출전권이 달려 있다. 각 팀은 3인으로 구성된다. 종목별 상위 4개팀은 곧바로 단체전 출전권을 획득하고, 나머지 출전권은 대륙별 권역 예선대회에서 5위~16위를 기록한 국가 가운데 가장 높은 순위대로 배정된다. 특정 권역에서 해당 순위에 해당되는 팀이 없는 경우, 어느 대륙이든 예선자격을 갖춘 최상위 국가가 출전권을 확보하게 된다.
개인전 종목의 경우 최소 34개~최대 37개의 출전권이 부여되어 있다. 각 종목 출전권을 직접 따낸 선수 외에도 2024년 4월 1일 국제펜싱연맹 대륙별 공식랭킹에 따라, 유럽, 아시아태평양에서 각각 1위와 2위를 기록한 선수, 아메리카, 아프리카에서 각각 1위를 기록한 선수, 모두 합해 총 6명의 선수에게 출전권이 추가로 주어진다. 여기에 앞서 두가지 방식을 통해서도 한가지 이상의 종목에 남녀 펜싱선수를 확보하지 못한 국가 가운데서 권역별 예선경기 토너먼트에서 가장 좋은 성적을 낸 선수에 각각 1장씩 총 4장의 출전권이 돌아간다.
올림픽 개최국 프랑스는 단체전과 개인전에 6장의 출전권이 보장되어 있으며, 각 종목별 개인전의 국가당 최대선수규모인 18명 / 37명을 준수한다. 추가로 다양성 원칙에 따라 출전권을 전혀 확보하지 못했으나 적절한 자격을 갖추고 있고 이번 대회에 펜싱 선수를 출전시키고자 하는 국가에 2장의 출전권을 추가로 배정한다.

## 일정
| 예 | 예선/8강 | 결 | 4강/결승 |

| 종목 / 날짜      | 27일 토 | 27일 토 | 28일 일 | 28일 일 | 29일 월 | 29일 월 | 30일 화 | 30일 화 | 31일 수 | 31일 수 | 1일 목 | 1일 목 | 2일 금 | 2일 금 | 3일 토 | 3일 토 | 4일 일 | 4일 일 |
| 종목             | 전      | 후      | 전      | 후      | 전      | 후      | 전      | 후      | 전      | 후      | 전     | 후     | 전     | 후     | 전     | 후     | 전     | 후     |
| ---------------- | ------- | ------- | ------- | ------- | ------- | ------- | ------- | ------- | ------- | ------- | ------ | ------ | ------ | ------ | ------ | ------ | ------ | ------ |
| 남자             |         |         |         |         |         |         |         |         |         |         |        |        |        |        |        |        |        |        |
| 남자 에페 개인   |         |         | 예      | 결      |         |         |         |         |         |         |        |        |        |        |        |        |        |        |
| 남자 에페 단체   |         |         |         |         |         |         |         |         |         |         |        |        | 예     | 결     |        |        |        |        |
| 남자 플뢰레 개인 |         |         |         |         | 예      | 결      |         |         |         |         |        |        |        |        |        |        |        |        |
| 남자 플뢰레 단체 |         |         |         |         |         |         |         |         |         |         |        |        |        |        |        |        | 예     | 결     |
| 남자 사브르 개인 | 예      | 결      |         |         |         |         |         |         |         |         |        |        |        |        |        |        |        |        |
| 남자 사브르 단체 |         |         |         |         |         |         |         |         | 예      | 결      |        |        |        |        |        |        |        |        |
| 여자             |         |         |         |         |         |         |         |         |         |         |        |        |        |        |        |        |        |        |
| 여자 에페 개인   | 예      | 결      |         |         |         |         |         |         |         |         |        |        |        |        |        |        |        |        |
| 여자 에페 단체   |         |         |         |         |         |         | 예      | 결      |         |         |        |        |        |        |        |        |        |        |
| 여자 플뢰레 개인 |         |         | 예      | 결      |         |         |         |         |         |         |        |        |        |        |        |        |        |        |
| 여자 플뢰레 단체 |         |         |         |         |         |         |         |         |         |         | 예     | 결     |        |        |        |        |        |        |
| 여자 사브르 개인 |         |         |         |         | 예      | 결      |         |         |         |         |        |        |        |        |        |        |        |        |
| 여자 사브르 단체 |         |         |         |         |         |         |         |         |         |         |        |        |        |        | 예     | 결     |        |        |

## 메달리스트

### 남자
| 종목                    | 금                                                                                    | 은                                                                               | 동                                                                                     |
| ----------------------- | ------------------------------------------------------------------------------------- | -------------------------------------------------------------------------------- | -------------------------------------------------------------------------------------- |
| 남자 에페 개인 자세히   | 가노 고키 · 일본                                                                      | 야니크 보렐 · 프랑스                                                             | 무함마드 알사이드 · 이집트                                                             |
| 남자 에페 단체 자세히   | 헝가리 (HUN) · 너지 다비드 · 시클로시 게르게이 · 언드라슈피 티보르 · 코흐 마테 터마시 | 일본 (JPN) · 가노 고키 · 고마타 아키라 · 미노베 가즈야스 · 야마다 마사루         | 체코 (CZE) · 마르틴 루베시 · 이르지 베란 · 야쿠프 유르카 · 미할 추프르                 |
| 남자 플뢰레 개인 자세히 | 정가롱 · 홍콩                                                                         | 필리포 마키 · 이탈리아                                                           | 닉 잇킨 · 미국                                                                         |
| 남자 플뢰레 단체 자세히 | 일본 (JPN) · 나가노 유다이 · 마쓰야마 교스케 · 시키네 다카히로 · 이무라 가즈키        | 이탈리아 (ITA) · 톰마소 마리니 · 필리포 마키 · 기욤 비안키 · 알레시오 포코니     | 프랑스 (FRA) · 엔조 르포르 · 쥘리앵 메르틴 · 막시밀리앵 샤스타네 · 막심 포티           |
| 남자 사브르 개인 자세히 | 오상욱 · 대한민국                                                                     | 파레스 페르자니 · 튀니지                                                         | 루이지 사멜레 · 이탈리아                                                               |
| 남자 사브르 단체 자세히 | 대한민국 (KOR) · 구본길 · 도경동 · 오상욱 · 박상원                                    | 헝가리 (HUN) · 러브 크리스티안 · 서트마리 언드라시 · 실라지 아론 · 게메시 처나드 | 프랑스 (FRA) · 볼라데 아피티 · 세바스티앵 파트리스 · 장필리프 파트리스 · 막심 피앙파티 |

### 여자
| 종목                    | 금                                                                                       | 은                                                                                               | 동 |
| ----------------------- | ---------------------------------------------------------------------------------------- | ------------------------------------------------------------------------------------------------ | --- |
| 여자 에페 개인 자세히   | 콩만와이 · 홍콩                                                                          | 오리안 말로브르통 · 프랑스                                                                       | 무허리 에스테르 · 헝가리                                                                                           |
| 여자 에페 단체 자세히   | 이탈리아 (ITA) · 마라 나바리아 · 줄리아 리치 · 알베르타 산투초 · 로셀라 피아밍고         | 프랑스 (FRA) · 알렉상드라 루이마리 · 오리안 말로브르통 · 코랄린 비탈리스 · 마리플로랑스 칸다사미 | 폴란드 (POL) · 마르티나 스바토프스카벤글라르치크 · 알렉산드라 야레츠카 · 레나타 크나피크미아즈가 · 알리차 클라시크 |
| 여자 플뢰레 개인 자세히 | 리 키퍼 · 미국                                                                           | 로런 스크러그스 · 미국                                                                           | 엘리너 하비 · 캐나다                                                                                               |
| 여자 플뢰레 단체 자세히 | 미국 (USA) · 재클린 두브로비치 · 로런 스크러그스 · 마이아 와인트라우브 · 리 키퍼         | 이탈리아 (ITA) · 알리체 볼피 · 아리안나 에리고 · 마르티나 파바레토 · 프란체스카 팔룸보           | 일본 (JPN) · 기쿠치 고마키 · 미야와키 가린 · 아즈마 세라 · 우에노 유카                                             |
| 여자 사브르 개인 자세히 | 마농 브뤼네 · 프랑스                                                                     | 사라 발제르 · 프랑스                                                                             | 올하 하를란 · 우크라이나                                                                                           |
| 여자 사브르 단체 자세히 | 우크라이나 (UKR) · 율리야 바카스토바 · 알리나 코마슈크 · 올레나 크라바츠카 · 올하 하를란 | 대한민국 (KOR) · 윤지수 · 전하영 · 전은혜 · 최세빈                                               | 일본 (JPN) · 다카시마 리사 · 에무라 미사키 · 오자키 세리 · 후쿠시마 시호미                                         |